# Fest i Florida
Fest i Florida (engelska: Easy to Love) är en amerikansk romantisk komedifilm i Technicolor från 1953 i regi av Charles Walters. I huvudrollerna ses Esther Williams och Van Johnson. Detta var Williams sista film med synkroniserade konstsimsnummer som utspelar sig i USA. Det var också Carroll Bakers filmdebut. 

## Rollista i urval
- Esther Williams - Julie Hallerton
- Van Johnson - Ray Lloyd
- Tony Martin - Barry Gordon
- John Bromfield - Hank
- Edna Skinner - Nancy Parmel
- Carroll Baker - Clarice
- Hal Borne - Melvin, pianisten
- King Donovan - Ben
- Paul Bryar - Mr. Barnes
- Ed Oliver - Bandledare